# Julie Rösch
Julie Rösch (Stuttgart, 23 octobre 1902 - 13 mai 1984) est une femme politique allemande. 